# Kanton Montbazon
Der Kanton Montbazon war bis 2015 ein französischer Kanton im Arrondissement Tours, im Département Indre-et-Loire und in der Region Centre-Val de Loire; sein Hauptort war Montbazon. Vertreterin im Generalrat des Départements war zuletzt Marisol Touraine (PS).
Der Kanton Montbazon war 142,45 km² groß und hatte 24.130 Einwohner (Stand: 2012).
Der Kanton umfasste die Wahlberechtigten aus sieben Gemeinden:
| Gemeinde           | Einwohner Jahr | Fläche km² | Bevölkerungsdichte | Code INSEE | Postleitzahl |
| ------------------ | -------------- | ---------- | ------------------ | ---------- | ------------ |
| Artannes-sur-Indre | 2534 (2013)    | 20,97      | 121 Einw./km²      | 37006      | 37260        |
| Montbazon          | 4081 (2013)    | 6,5        | 628 Einw./km²      | 37154      | 37250        |
| Monts              | 7471 (2013)    | 27,28      | 274 Einw./km²      | 37159      | 37260        |
| Pont-de-Ruan       | 1004 (2013)    | 5,74       | 175 Einw./km²      | 37186      | 37260        |
| Sorigny            | 2422 (2013)    | 43,43      | 56 Einw./km²       | 37250      | 37250        |
| Veigné             | 6098 (2013)    | 26,58      | 229 Einw./km²      | 37266      | 37250        |
| Villeperdue        | 980 (2013)     | 11,95      | 82 Einw./km²       | 37278      | 37260        |